# Turó del Veguer
El Turó del Veguer és una muntanya de 261 metres que es troba al municipi de Canyelles, a la comarca catalana del Garraf.